# Wipperaller
Die Wipperaller ist ein über 13 km langer Nebenfluss der Aller, der in Parsau (Landkreis Gifhorn) entspringt und im Wolfsburger Ortsteil Vorsfelde orografisch von rechts in die Aller mündet.

## Geographie

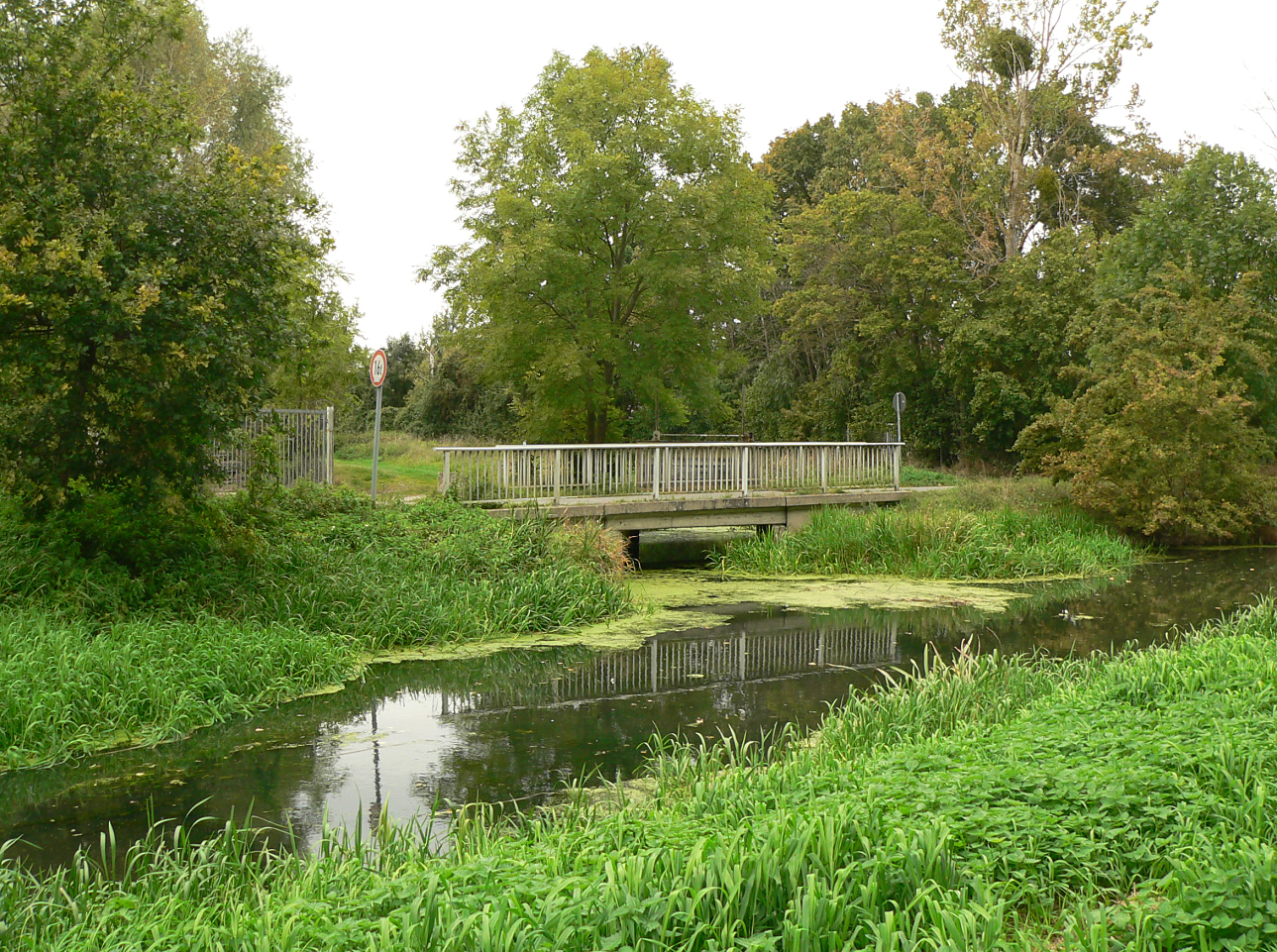
Mündung in die Aller in Vorsfelde

Die Wipperaller verläuft auf dem Vorsfelder Werder und begrenzt ihn im Unterlauf nach Osten. Sie entsteht als Waldbach östlich von Tiddische nahe dem Weißen Berg auf Parsauer Gebiet und strebt in südwestliche Richtung. Zwischen Hoitlingen und Eischott tritt sie in die Wiesenlandschaft ein, wendet sie sich nach Südosten und passiert Velstove nördlich. Dort durchfließt sie das Gebiet des früheren Wipperteichs Richtung Brechtorf. An der Wippermühle knickt sie scharf nach Südwesten ab und verläuft geradlinig und parallel zum Mittellandkanal östlich von Wendschott und Vorsfelde. Sie begrenzt dort das Naturschutzgebiet Wendschotter und Vorsfelder Drömling mit Kötherwiesen, das sich beidseitig des Kanals ausdehnt.
Bis zur Wippermühle verlaufen die Grenzen zwischen Tiddische und Rühen sowie zwischen Wolfsburg und dem Landkreis Gifhorn überwiegend entlang dem Bach.

## Name
Die Namensherkunft des Wortes Wipper ist nicht eindeutig. Es kann auf wippendes Land hindeuten, da der Untergrund moorig ist. Eine andere Erklärung ist die Benennung durch den slawischen Stamm der Wenden, der auf dem Vorsfelder Werder bis ins Mittelalter sesshaft war. Wipper stammt danach vom altslawischen Wort vepri für Eber. Auch andere Gewässer der Gegend sind nach slawischen Tier- oder Pflanzennamen benannt worden.

## Gewässerqualität
Für die Umsetzung der europäischen Wasserrahmenrichtlinie wird die Wipperaller vom NLWKN als Wasserkörper 14023 geführt und dem Typ Sandgeprägter Tieflandbach zugeordnet. Mit Stand 2009 wurde der Bach hinsichtlich der chemischen Belastungen zwar mit „gut“ bewertet, hinsichtlich der ökologischen Gesamtbeschaffenheit jedoch als „schlecht“, also mit der Note 5. Im Waldbereich wird der Wipperaller ein teilweise naturnaher Verlauf bescheinigt, allerdings fällt sie dort bisweilen trocken. Der übrige begradigte Verlauf wird als „eintönig“ und arm an ufernahem Bewuchs bezeichnet. Negativ fallen auch die nährstoffreichen Einträge aus der Landwirtschaft und die Zuflüsse von Oberflächenwasser aus den Ortslagen ins Gewicht. In dem Datenblatt werden u. a. Umstrukturierungen des Gewässerlaufs, Uferbepflanzungen sowie Verbesserungen der Sohlstruktur vorgeschlagen.